# Farrago (roman)
Farrago est un roman de Yann Apperry paru en 2003. 
Il a reçu le prix Goncourt des lycéens la même année.

## Résumé
Le roman Farrago se déroule essentiellement en 1973, dans la petite ville de Farrago et ses environs, quelque part dans l'ouest, sans doute en Californie rurale. Le narrateur accompagne le personnage principal, Homer (Idlewilde), jeune homme marginal, orphelin placé et vite fugueur, de retour au pays, et qui espère désormais s'intégrer dans sa ville, fonder une famille, exercer un métier utile, comme on le lui propose, apprenti-forgeron ou garde-forestier. 
Quelques retours en arrière sont effectués vers les années 1967-1969, l'adolescence, puis l'enfance.
Quelques expéditions se déroulent (en 1973) à bonne distance (Mmont Hayle, camp militaire...).
Après avoir amené ses quelques amis à raconter leur propre histoire, il cherche à avoir son propre destin, ou du moins à savoir raconter de manière intéressante son histoire, assez rocambolesque.

## Réception
Selon la critique du journal L'Express, le roman Farrago est une « prodigieuse odyssée d'une bande de marginaux relégués dans un petit village du fin fond de l'Amérique, au début des années 1970 ».